# El Centinela de Galicia
El Centinela de Galicia fue un periódico editado en La Coruña (España) entre 1843 y 1844.

## Historia
Subtitulado Periódico político, literario e industrial, fue fundado por Vicente Manuel Cociña y Tiburcio Faraldo. Contenía crónicas de Galicia, correspondencia, poesías, extractos de las Cortes y artículos políticos que apoyaban al Partido Moderado. Entre sus colaboradores destacan Benito Vicetto, José Domínguez Izquierdo, José María Posada Pereira y Domingo Díaz de Robles. Ocasionalmente, incluía cantigas populares y algunos poemas en gallego. Desapareció en abril de 1844.